# Nowomitschurinsk
Nowomitschurinsk (russisch Новомичуринск) ist eine Stadt in der Oblast Rjasan (Russland) mit 19.309 Einwohnern (Stand 14. Oktober 2010).

## Geografie
Die Stadt liegt im Norden der Oka-Don-Ebene etwa 85 km südlich der Oblasthauptstadt Rjasan am rechten Ufer der hier zu einer Talsperre angestauten Pronja, eines rechten Nebenflusses der in die Wolga mündenden Oka.
Nowomitschurinsk liegt im Rajon Pronsk.

## Geschichte
Nowomitschurinsk entstand 1968 als Arbeitersiedlung im Zusammenhang mit der Errichtung des Rjasaner Wärmekraftwerkes und erhielt 1981 das Stadtrecht.
Benannt wurde der Ort nach dem Botaniker Iwan Mitschurin (1885–1935), der auf dem Nahen ehemaligen Landsitz Werschina, heute Dorf Mitschurowka, geboren wurde und seine pflanzenzüchterische Tätigkeit begann. Die Vorsilbe Nowo- (russisch für neu-) dient zur Unterscheidung von der südlicher in der Oblast Tambow gelegenen, seit 1932 ebenfalls nach Mitschurin benannten Stadt Mitschurinsk (zuvor Koslow).

### Bevölkerungsentwicklung
| Jahr | Einwohner |
| ---- | --------- |
| 1979 | 15.824    |
| 1989 | 19.610    |
| 2002 | 20.743    |
| 2010 | 19.309    |

Anmerkung: Volkszählungsdaten

## Wirtschaft und Infrastruktur

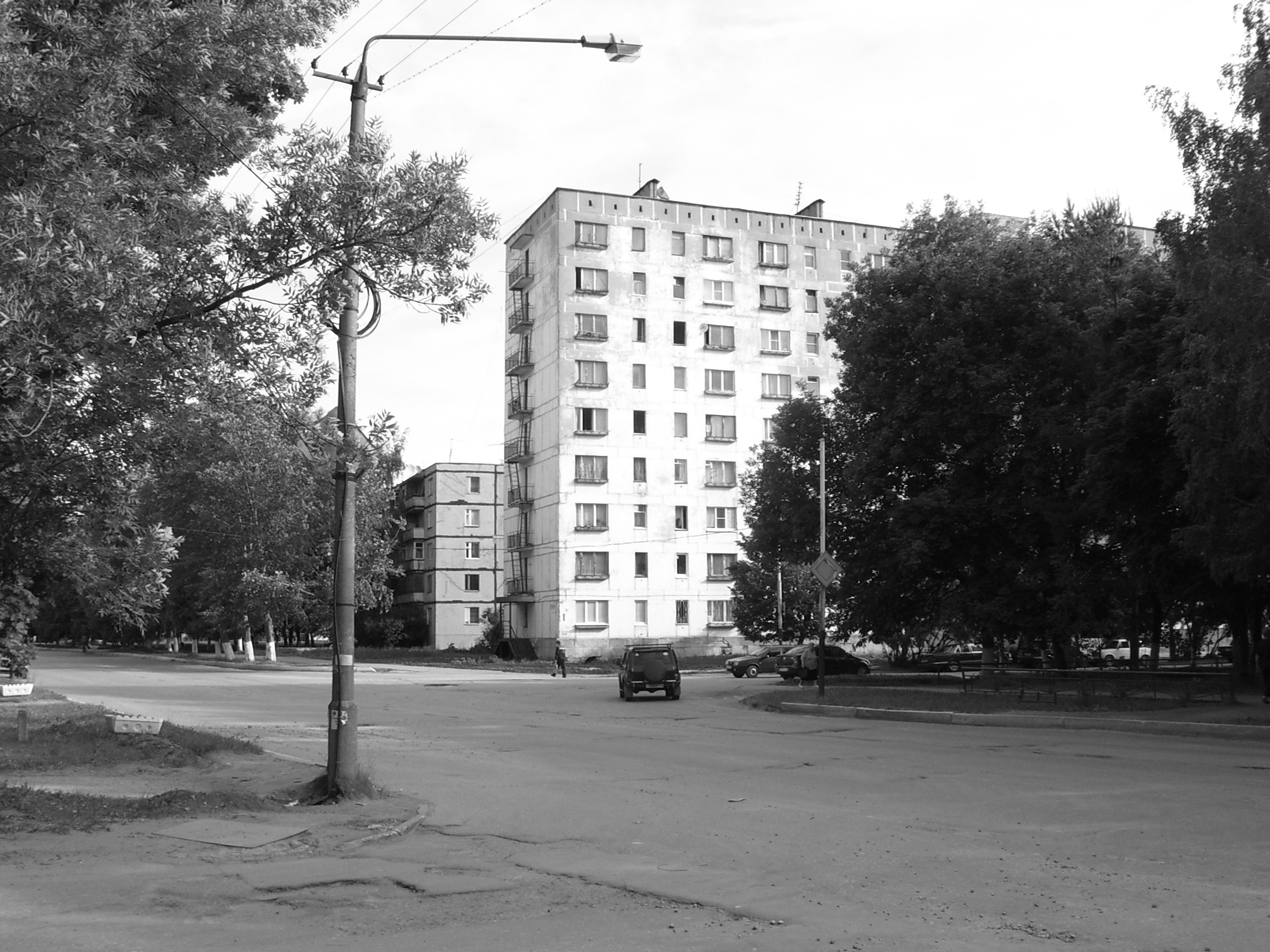
Straßenszene Nowomitschurinsk, Mai 2009

In Nowomitschurinsk befinden sich das Rjasaner Wärmekraftwerk (Rjasanskaja GRES) mit einer installierten Leistung von 2650 Megawatt sowie das 1990 errichtete Erdgaskraftwerk GRES-24 mit einer Leistung von 310 Megawatt. Beide Kraftwerke gehören der OGK-6, einem ab 1. Juni 2008 im Rahmen der Reorganisation der Energiewirtschaft Russlands von der bisherigen Holding Unified Energy System unabhängigen Konzern.
Daneben gibt es Betriebe der Leicht- und Lebensmittelindustrie sowie der Bauwirtschaft.
Die Stadt liegt an der Eisenbahnstrecke Birkino-Woslebowo (Industriebahn; nur Güterverkehr). In Birkino, 20 Kilometer östlich, befindet sich auch der nächstgelegene Personenbahnhof an der Strecke Moskau–Rjasan–Rjaschsk–Woronesch (Streckenkilometer 277).